# Золотий глобус (57-ма церемонія вручення)
57-ма церемонія вручення нагород премії «Золотий глобус»

23 січня 2000 року
Найкращий фільм — драма: 
«Краса по-американськи»
Найкращий фільм —
комедія або мюзикл: 
«Історія іграшок 2»
Найкращий телесеріал — драма:
«Клан Сопрано»
Найкращий телесеріал —
комедія або мюзикл:
«Секс і місто»
Найкращий мінісеріал або телефільм: 
«Проєкт 281»
< 56-та • Церемонії вручення • 58-ма >
57-ма церемонія вручення нагород премії «Золотий глобус» за заслуги в галузі кінематографу і телебачення за 1999 рік, що відбулася 23 січня 2000 в готелі Беверлі-Гілтон (Беверлі-Гіллз, Лос-Анджелес, Каліфорнія). Номінантів оголосили 20 грудня 1999.

## Список лауреатів і номінантів

### Кіно
Фільми з найбільшою кількістю нагород та номінацій
| Фільм                        | Перемоги | Номінації |
| ---------------------------- | -------- | --------- |
| • «Краса по-американськи»    | 3        | 6         |
| • «Ураган»                   | 1        | 3         |
| • «Хлопці не плачуть»        | 1        | 2         |
| • «Магнолія»                 | 1        | 2         |
| • «Людина на Місяці»         | 1        | 2         |
| • «Історія іграшок 2»        | 1        | 2         |
| • «Перекотиполе»             | 1        | 1         |
| • «Перерване життя»          | 1        | 1         |
| • «Легенда про піаніста»     | 1        | 1         |
| • «Тарзан»                   | 1        | 1         |
| • «Все про мою матір»        | 1        | 1         |
| • «Талановитий містер Ріплі» | —        | 5         |
| • «Своя людина»              | —        | 5         |
| • «Бути Джоном Малковичем»   | —        | 4         |
| • «Кінець роману»            | —        | 4         |
| • «О, де ж ти, брате?»       | —        | 3         |
| • «Ідеальний чоловік»        | —        | 2         |
| • «Аналізуючи це»            | —        | 2         |
| • «Анна та Король»           | —        | 2         |
| • «Правила виноробів»        | —        | 2         |
| • «Шосте відчуття»           | —        | 2         |
| • «Проста історія»           | —        | 2         |
| • «Приємний та мерзенний»    | —        | 2         |

• Переможці вказані першими і виділені окремим кольором.
| Категорія                                   | Лауреати і номінанти                                                                        | Лауреати і номінанти                                       |
| ------------------------------------------- | ------------------------------------------------------------------------------------------- | ---------------------------------------------------------- |
| Найкращий фільм — драма                     | • «Краса по-американськи»                                                                   | • «Краса по-американськи»                                  |
| Найкращий фільм — драма                     | • «Кінець роману» / The End of the Affair                                                   |                                                            |
| Найкращий фільм — драма                     | • «Ураган»                                                                                  |                                                            |
| Найкращий фільм — драма                     | • «Своя людина»                                                                             |                                                            |
| Найкращий фільм — драма                     | • «Талановитий містер Ріплі»                                                                |                                                            |
| Найкращий фільм — комедія або мюзикл        | • «Історія іграшок 2»                                                                       | • «Історія іграшок 2»                                      |
| Найкращий фільм — комедія або мюзикл        | • «Аналізуючи це»                                                                           |                                                            |
| Найкращий фільм — комедія або мюзикл        | • «Бути Джоном Малковичем»                                                                  |                                                            |
| Найкращий фільм — комедія або мюзикл        | • «Людина на Місяці»                                                                        |                                                            |
| Найкращий фільм — комедія або мюзикл        | • «Ноттінг Гілл»                                                                            |                                                            |
| Найкраща чоловіча роль — драма              |                                                                                             | • «Ураган» — Дензел Вашингтон за роль Рубіа Картера        |
| Найкраща чоловіча роль — драма              | • «Краса по-американськи» — Кевін Спейсі за роль Лестера Бернема                            |                                                            |
| Найкраща чоловіча роль — драма              | • «Своя людина» — Рассел Кроу за роль Джеффрі Вайганда                                      |                                                            |
| Найкраща чоловіча роль — драма              | • «Талановитий містер Ріплі» — Метт Деймон за роль Тома Ріплі                               |                                                            |
| Найкраща чоловіча роль — драма              | • «Проста історія» — Річард Фарнсворт за роль Елвіна Стрейта                                |                                                            |
| Найкраща жіноча роль — драма                |                                                                                             | • «Хлопці не плачуть» — Гіларі Свенк за роль Брендона Тіна |
| Найкраща жіноча роль — драма                | • «Краса по-американськи» — Аннетт Бенінг за роль Керолайн Бернем                           |                                                            |
| Найкраща жіноча роль — драма                | • «Кінець роману» — Джуліанн Мур за роль Сари Маїлз                                         |                                                            |
| Найкраща жіноча роль — драма                | • «Музика серця» — Меріл Стріп за роль Роберти Гуаспарі                                     |                                                            |
| Найкраща жіноча роль — драма                | • «Карта світу» — Сігурні Вівер за Еліс Гудвін                                              |                                                            |
| Найкраща чоловіча роль — комедія або мюзикл |                                                                                             | • «Людина на Місяці» — Джим Керрі за роль Енді Кауфмана    |
| Найкраща чоловіча роль — комедія або мюзикл | • «Аналізуючи це» — Роберт де Ніро за роль Пола Вітті                                       |                                                            |
| Найкраща чоловіча роль — комедія або мюзикл | • «Ноттінг Гілл» — Г'ю Ґрант за роль Вільяма Такера                                         |                                                            |
| Найкраща чоловіча роль — комедія або мюзикл | • «Приємний та мерзенний» — Шон Пенн за роль Геммета Рея                                    |                                                            |
| Найкраща чоловіча роль — комедія або мюзикл | • «Ідеальний чоловік» — Руперт Еверетт за роль лорда Артура Горінга                         |                                                            |
| Найкраща жіноча роль — комедія або мюзикл   |                                                                                             | • «Перекотиполе» — Джанет Мактір за роль Мері Джо Волкер   |
| Найкраща жіноча роль — комедія або мюзикл   | • «Ідеальний чоловік» — Джуліанн Мур за роль Лори Чевелі                                    |                                                            |
| Найкраща жіноча роль — комедія або мюзикл   | • «Ноттінг Гілл» — Джулія Робертс за роль Анни Скотт                                        |                                                            |
| Найкраща жіноча роль — комедія або мюзикл   | • «Муза» — Шерон Стоун за роль Сари Літтл                                                   |                                                            |
| Найкраща жіноча роль — комедія або мюзикл   | • «Вибори» — Різ Візерспун за роль Френчі Джексон                                           |                                                            |
| Найкраща чоловіча роль другого плану        |                                                                                             | • «Магнолія» — Том Круз за роль Френка Макея               |
| Найкраща чоловіча роль другого плану        | • «Правила виноробів» — Майкл Кейн за роль Вілбура Ларча                                    |                                                            |
| Найкраща чоловіча роль другого плану        | • «Зелена миля» — Майкл Кларк Дункан за роль Джона Коффі                                    |                                                            |
| Найкраща чоловіча роль другого плану        | • «Талановитий містер Ріплі» — Джуд Лоу за роль Діккі Грінліфа                              |                                                            |
| Найкраща чоловіча роль другого плану        | • «Шосте відчуття» — Гейлі Джоел Осмент за роль Коула Сіера                                 |                                                            |
| Найкраща жіноча роль другого плану          |                                                                                             | • «Перерване життя» — Анджеліна Джолі за роль Лізи Роу     |
| Найкраща жіноча роль другого плану          | • «Бути Джоном Малковичем» — Кемерон Діас за роль Лотти Шварц                               |                                                            |
| Найкраща жіноча роль другого плану          | • «Бути Джоном Малковичем» — Кетрін Кінер за роль Максін Ланд                               |                                                            |
| Найкраща жіноча роль другого плану          | • «Приємний та мерзенний» — Саманта Мортон за роль Гатті                                    |                                                            |
| Найкраща жіноча роль другого плану          | • «Будь-де, аби не тут» — Наталі Портман за роль Енн Огест                                  |                                                            |
| Найкраща жіноча роль другого плану          | • «Хлопці не плачуть» — Хлоя Севіньї за роль Лани Тісдел                                    |                                                            |
| Найкраща режисерська робота                 |                                                                                             | • «Краса по-американськи» — Сем Мендес                     |
| Найкраща режисерська робота                 | • «Кінець роману» — Ніл Джордан                                                             |                                                            |
| Найкраща режисерська робота                 | • «Ураган» — Норман Джуїсон                                                                 |                                                            |
| Найкраща режисерська робота                 | • «Своя людина» — Майкл Манн                                                                |                                                            |
| Найкраща режисерська робота                 | • «Талановитий містер Ріплі» — Ентоні Мінгелла                                              |                                                            |
| Найкращий сценарій                          |                                                                                             | • «Краса по-американськи» — Алан Болл                      |
| Найкращий сценарій                          | • «Бути Джоном Малковичем» — Чарлі Кауфман                                                  |                                                            |
| Найкращий сценарій                          | • «Правила виноробів» — Джон Ірвінг                                                         |                                                            |
| Найкращий сценарій                          | • «Своя людина» — Майкл Манн, Ерік Рот                                                      |                                                            |
| Найкращий сценарій                          | • «Шосте відчуття» — М. Найт Ш'ямалан                                                       |                                                            |
| Найкраща музика                             | • «Легенда про піаніста» — Енніо Морріконе                                                  | • «Легенда про піаніста» — Енніо Морріконе                 |
| Найкраща музика                             | • «Краса по-американськи» — Томас Ньюман                                                    |                                                            |
| Найкраща музика                             | • «Прах Анджели» — Джон Вільямс                                                             |                                                            |
| Найкраща музика                             | • «Анна та Король» — Джордж Фентон                                                          |                                                            |
| Найкраща музика                             | • «Кінець роману» — Майкл Наймен                                                            |                                                            |
| Найкраща музика                             | • «Із широко заплющеними очима» — Жоселін Пук                                               |                                                            |
| Найкраща музика                             | • «Своя людина» — Ліза Джеррард, Пітер Бурк                                                 |                                                            |
| Найкраща музика                             | • «Проста історія» — Анджело Бадаламенті                                                    |                                                            |
| Найкраща музика                             | • «Талановитий містер Ріплі» — Габрієль Яред                                                |                                                            |
| Найкраща пісня                              | • «Тарзан» — «You'll Be in My Heart» — Філ Коллінз                                          | • «Тарзан» — «You'll Be in My Heart» — Філ Коллінз         |
| Найкраща пісня                              | • «Остін Паверс: Шпигун, який мене звабив» — «Beautiful Stranger» — Мадонна, Вільям Орбіт   |                                                            |
| Найкраща пісня                              | • «Анна та Король» — «How Can I Not Love You» — Джордж Фентон, Кеннет Едмондс, Роберт Крафт |                                                            |
| Найкраща пісня                              | • «Магнолія» — «Save Me» — Еймі Манн                                                        |                                                            |
| Найкраща пісня                              | • «Історія іграшок 2» — «When She Loved Me» — Ренді Ньюман                                  |                                                            |
| Найкращий фільм іноземною мовою             | • «Все про мою матір» (Іспанія)                                                             | • «Все про мою матір» (Іспанія)                            |
| Найкращий фільм іноземною мовою             | • «Еме та Ягуар» / «Aimée und Jaguar» (Німеччина)                                           |                                                            |
| Найкращий фільм іноземною мовою             | • «Схід-Захід» (Франція, Росія)                                                             |                                                            |
| Найкращий фільм іноземною мовою             | • «Дівчина на мосту» (Франція)                                                              |                                                            |
| Найкращий фільм іноземною мовою             | • «Червона скрипка» (Франція)                                                               |                                                            |

### Телебачення
Телесеріали з найбільшою кількістю нагород та номінацій
| Фільм                              | Перемоги | Номінації |
| ---------------------------------- | -------- | --------- |
| • «Клан Сопрано»                   | 4        | 5         |
| • «Секс і місто»                   | 2        | 5         |
| • «Познайомтесь з Дороті Дандрідж» | 1        | 3         |
| • «Проєкт 281»                     | 1        | 3         |
| • «Кручене місто»                  | 1        | 3         |
| • «Пристрасть Айн Ренд»            | 1        | 2         |
| • «Успадкувати вітер»              | 1        | 1         |
| • «Жанна д'Арк»                    | —        | 4         |
| • «Вілл і Грейс»                   | —        | 4         |
| • «Дарма та Грег»                  | —        | 3         |
| • «Знову і знову»                  | —        | 3         |
| • «Західне крило»                  | —        | 3         |
| • «Деш та Лілі»                    | —        | 3         |
| • «Еллі Макбіл»                    | —        | 2         |
| • «Швидка допомога»                | —        | 2         |
| • «Журнал мод»                     | —        | 2         |
| • «Практика»                       | —        | 2         |
| • «Захист свідків»                 | —        | 2         |

| Категорія                                                                | Лауреати і номінанти                                                         | Лауреати і номінанти                                                     |
| ------------------------------------------------------------------------ | ---------------------------------------------------------------------------- | ------------------------------------------------------------------------ |
| Найкращий серіал — драма                                                 | • «Клан Сопрано»                                                             | • «Клан Сопрано»                                                         |
| Найкращий серіал — драма                                                 | • «Швидка допомога»                                                          |                                                                          |
| Найкращий серіал — драма                                                 | • «Знову і знову» / Once and Again                                           |                                                                          |
| Найкращий серіал — драма                                                 | • «Практика»                                                                 |                                                                          |
| Найкращий серіал — драма                                                 | • «Західне крило» / The West Wing                                            |                                                                          |
| Найкращий серіал — комедія або мюзикл                                    | • «Секс і місто»                                                             | • «Секс і місто»                                                         |
| Найкращий серіал — комедія або мюзикл                                    | • «Еллі Макбіл»                                                              |                                                                          |
| Найкращий серіал — комедія або мюзикл                                    | • «Дарма та Грег» / Dharma & Greg                                            |                                                                          |
| Найкращий серіал — комедія або мюзикл                                    | • «Кручене місто» / Spin City                                                |                                                                          |
| Найкращий серіал — комедія або мюзикл                                    | • «Вілл і Грейс»                                                             |                                                                          |
| Найкращий мінісеріал або телефільм                                       | • «Проєкт 281» / RKO 281                                                     | • «Проєкт 281» / RKO 281                                                 |
| Найкращий мінісеріал або телефільм                                       | • «Деш та Лілі» / Dash and Lilly                                             |                                                                          |
| Найкращий мінісеріал або телефільм                                       | • «Познайомтесь з Дороті Дандрідж» / Introducing Dorothy Dandridge           |                                                                          |
| Найкращий мінісеріал або телефільм                                       | • «Жанна д'Арк»                                                              |                                                                          |
| Найкращий мінісеріал або телефільм                                       | • «Захист свідків» / Witness Protection                                      |                                                                          |
| Найкраща чоловіча роль серіалу — драма                                   |                                                                              | • «Клан Сопрано» — Джеймс Гандольфіні за роль Тоні Сопрано               |
| Найкраща чоловіча роль серіалу — драма                                   | • «Знову і знову» — Біллі Кемпбелл за роль Ріка Семмлера                     |                                                                          |
| Найкраща чоловіча роль серіалу — драма                                   | • «Західне крило» — Роб Лоу за роль Сема Сіборна                             |                                                                          |
| Найкраща чоловіча роль серіалу — драма                                   | • «Західне крило» — Мартін Шин за роль Джозая Бартлета                       |                                                                          |
| Найкраща чоловіча роль серіалу — драма                                   | • «Практика» — Ділан Макдермотт за роль Боббі Доннела                        |                                                                          |
| Найкраща жіноча роль серіалу — драма                                     |                                                                              | • «Клан Сопрано» — Іді Фалко за роль Кармели Сопрано                     |
| Найкраща жіноча роль серіалу — драма                                     | • «Клан Сопрано» — Лоррейн Бракко за роль Дженніфер Мелфі                    |                                                                          |
| Найкраща жіноча роль серіалу — драма                                     | • «Справедлива Емі» — Емі Бреннеман за роль Емі Грей                         |                                                                          |
| Найкраща жіноча роль серіалу — драма                                     | • «Швидка допомога» — Джуліанна Маргуліс за роль Керол Гетевей               |                                                                          |
| Найкраща жіноча роль серіалу — драма                                     | • «Знову і знову» — Сіла Ворд за роль Лілі Меннінг                           |                                                                          |
| Найкраща чоловіча роль серіалу — комедія або мюзикл                      |                                                                              | • «Кручене місто» — Майкл Джей Фокс за роль Майка Флегерті               |
| Найкраща чоловіча роль серіалу — комедія або мюзикл                      | • «Дарма та Грег» — Томас Гібсон за роль Грега Монтгомері                    |                                                                          |
| Найкраща чоловіча роль серіалу — комедія або мюзикл                      | • «Вілл і Грейс» — Ерік МакКормек за роль Вілла Трумена                      |                                                                          |
| Найкраща чоловіча роль серіалу — комедія або мюзикл                      | • «Усі люблять Реймонда» — Рей Романо за Реймонда Берона                     |                                                                          |
| Найкраща чоловіча роль серіалу — комедія або мюзикл                      | • «Журнал мод» — Джордж Сігал за Джека Галло                                 |                                                                          |
| Найкраща жіноча роль серіалу — комедія або мюзикл                        |                                                                              | • «Секс і Місто» — Сара Джессіка Паркер за роль Керрі Бредшоу            |
| Найкраща жіноча роль серіалу — комедія або мюзикл                        | • «Дарма та Грег» — Дженна Елфмен за роль Дарми Монтгомері                   |                                                                          |
| Найкраща жіноча роль серіалу — комедія або мюзикл                        | • «Еллі Макбіл» — Каліста Флокхарт за роль Еллі Макбіл                       |                                                                          |
| Найкраща жіноча роль серіалу — комедія або мюзикл                        | • «Ніч спорту» — Фелісіті Гаффман за роль Дани Вітекер                       |                                                                          |
| Найкраща жіноча роль серіалу — комедія або мюзикл                        | • «Кручене місто» — Гізер Локлір за роль Кейтлін Мур                         |                                                                          |
| Найкраща жіноча роль серіалу — комедія або мюзикл                        | • «Вілл і Грейс» — Дебра Мессінг за роль Грейс Адлер                         |                                                                          |
| Найкраща чоловіча роль мінісеріалу або телефільму                        |                                                                              | • «Успадкувати вітер» — Джек Леммон за роль Генрі Драммонда              |
| Найкраща чоловіча роль мінісеріалу або телефільму                        | • «Вівторки з Моррі» — Джек Леммон за роль Моррі Шварца                      |                                                                          |
| Найкраща чоловіча роль мінісеріалу або телефільму                        | • «Проєкт 281» — Лев Шрайбер за роль Орсона Веллса                           |                                                                          |
| Найкраща чоловіча роль мінісеріалу або телефільму                        | • «Деш та Лілі» — Сем Шепард за роль Дешилла Гемметта                        |                                                                          |
| Найкраща чоловіча роль мінісеріалу або телефільму                        | • «Захист свідків» — Том Сайзмор за роль Боббі Баттона                       |                                                                          |
| Найкраща жіноча роль мінісеріалу або телефільму                          |                                                                              | • «Познайомтесь з Дороті Дандрідж» — Геллі Беррі за роль Дороті Дандрідж |
| Найкраща жіноча роль мінісеріалу або телефільму                          | • «Деш та Лілі» — Джуді Девіс за роль Ліліан Геллмен                         |                                                                          |
| Найкраща жіноча роль мінісеріалу або телефільму                          | • «Ніколи не забувай мене» — Міа Ферроу за роль Діани МакГовен               |                                                                          |
| Найкраща жіноча роль мінісеріалу або телефільму                          | • «Пристрасть Айн Ренд» — Гелен Міррен за роль Айн Ренд                      |                                                                          |
| Найкраща жіноча роль мінісеріалу або телефільму                          | • «Жанна д'Арк» — Лілі Собескі за роль Жанни д'Арк                           |                                                                          |
| Найкраща чоловіча роль другого плану серіалу, мінісеріалу або телефільму |                                                                              | • «Пристрасть Айн Ренд» — Пітер Фонда за роль Френка О'Коннора           |
| Найкраща чоловіча роль другого плану серіалу, мінісеріалу або телефільму | • «Познайомтесь з Дороті Дандрідж» — Клаус Брандауер за роль Отто Премінґера |                                                                          |
| Найкраща чоловіча роль другого плану серіалу, мінісеріалу або телефільму | • «Вілл і Грейс» — Шон Гейс за роль Джека Макфарленда                        |                                                                          |
| Найкраща чоловіча роль другого плану серіалу, мінісеріалу або телефільму | • «Секс і місто» — Кріс Нот за роль Джона Престона                           |                                                                          |
| Найкраща чоловіча роль другого плану серіалу, мінісеріалу або телефільму | • «Жанна д'Арк» — Пітер О'Тул за роль П'єра Кошон                            |                                                                          |
| Найкраща чоловіча роль другого плану серіалу, мінісеріалу або телефільму | • «Журнал мод» — Девід Спейд за роль Денніса Фінча                           |                                                                          |
| Найкраща жіноча роль другого плану серіалу, мінісеріалу або телефільму   |                                                                              | • «Клан Сопрано» — Ненсі Маршанд за роль Лівії Сопрано                   |
| Найкраща жіноча роль другого плану серіалу, мінісеріалу або телефільму   | • «Енні» — Кеті Бейтс за роль Агати Ганніген                                 |                                                                          |
| Найкраща жіноча роль другого плану серіалу, мінісеріалу або телефільму   | • «Жанна д'Арк» — Жаклін Біссет за роль Ізабелли д'Арк                       |                                                                          |
| Найкраща жіноча роль другого плану серіалу, мінісеріалу або телефільму   | • «Секс і місто» — Кім Кетролл за роль Саманти Джонс                         |                                                                          |
| Найкраща жіноча роль другого плану серіалу, мінісеріалу або телефільму   | • «Секс і місто» — Синтія Ніксон за роль Міранди Гоббс                       |                                                                          |
| Найкраща жіноча роль другого плану серіалу, мінісеріалу або телефільму   | • «Проєкт 281» — Мелані Гріффіт за роль Меріон Дейвіс                        |                                                                          |
| Найкраща жіноча роль другого плану серіалу, мінісеріалу або телефільму   | • «Величезний успіх» — Міранда Річардсон за роль Діни Пеллерін               |                                                                          |

## Спеціальні нагороди
| Премія імені Сесіля Б. Де Мілля (Нагорода за внесок у кінематограф) |  | Барбра Стрейзанд американська вокалістка, композиторка, авторка текстів, акторка, режисерка та продюсерка фільмів |
| Міс «Золотий глобус» (Символічний титул)                            |  | Лайза Г'юбер донька Гелмета Г'юбера та актриси Сьюзан Луччі                                                       |